# Cicero (Wisconsin)
Cicero es un pueblo ubicado en el condado de Outagamie en el estado estadounidense de Wisconsin. En el Censo de 2010 tenía una población de 1.103 habitantes y una densidad poblacional de 12 personas por km².

## Geografía
Cicero se encuentra ubicado en las coordenadas 44°32′10″N 88°25′55″O / 44.53611, -88.43194. Según la Oficina del Censo de los Estados Unidos, Cicero tiene una superficie total de 91.91 km², de la cual 91.59 km² corresponden a tierra firme y (0.35%) 0.32 km² es agua.

## Demografía
Según el censo de 2010, había 1.103 personas residiendo en Cicero. La densidad de población era de 12 hab./km². De los 1.103 habitantes, Cicero estaba compuesto por el 97.37% blancos, el 0% eran afroamericanos, el 0.63% eran amerindios, el 0.18% eran asiáticos, el 0% eran isleños del Pacífico, el 0.73% eran de otras razas y el 1.09% pertenecían a dos o más razas. Del total de la población el 1% eran hispanos o latinos de cualquier raza.